# Большое Барашково
Большое Барашково — опустевшая деревня в Буйском районе Костромской области. Входит в состав Центрального сельского поселения.

## География
Находится в западной части Костромской области на расстоянии приблизительно 26 км на север-северо-запад по прямой от районного центра города Буй на правобережье реки Кострома.

## История
В 1907 году здесь было учтено 16 дворов.

## Население
Постоянное население составляло 85 человек (1897 год), 97 (1907), 1 в 2002 году (русские 100 %), 0 в 2022.